# منتخب نيوزيلندا تحت 21 سنة لاتحاد الرغبي
منتخب نيوزيلندا تحت 21 سنة لاتحاد الرغبي (بالإنجليزية: New Zealand national under-21 rugby union team)‏ هو ممثل نيوزيلندا الرسمي في المنافسات الدولية في اتحاد الرغبي تحت 21 سنة.